# Geville
Geville – miejscowość i gmina we Francji, w regionie Grand Est, w departamencie Moza.
Według danych na rok 1990 gminę zamieszkiwały 443 osoby, a gęstość zaludnienia wynosiła 13 osób/km² (wśród 2335 gmin Lotaryngii Geville plasuje się na 631. miejscu pod względem liczby ludności, natomiast pod względem powierzchni na miejscu 40.).